# Daniel Brändle
Daniel Brändle (sinh ngày 23 tháng 1 năm 1992) là một cầu thủ bóng đá người Liechtenstein thi đấu cho SV Pullach, ở vị trí tiền vệ.

## Sự nghiệp
Brändle từng thi đấu cho FC Balzers, FC Bern 1894, FC Münsingen và St. Andrews F.C..
Anh có màn ra mắt quốc tế cho Liechtenstein năm 2014.